# تريفور لي
تريفور لي (بالإنجليزية: Trevor Lee)‏ (3 يوليو 1954 في المملكة المتحدة - ) هو لاعب كرة قدم بريطاني في مركز الهجوم. لعب مع كارديف سيتي وكولتشستر يونايتد ونادي بورنموث ونادي غيلينغهام ونادي فولهام ونادي ليتون أورينت ونادي ميلوول ونادي نورثامبتون تاون وإبسوم وإويل ‏.